# Johann Heinrich Ehrhardt
Johann Heinrich Ehrhardt, auch Erhardt, (* 29. April 1805 in Zella St. Blasii; † 29. April 1883 in Radebeul) war ein deutscher Lokomotivbauer und Erfinder.

## Leben und Wirken
Sein Berufsleben begann der Sohn eines armen Büchsenmachers als Tagelöhner, indem er als zunftfreier Drahtzieher in den Jäger’schen Drahtziehwerken arbeitete. Während des Besuchs eines Büchsenmachermeisters bei seinen Eltern wurde dieser auf die handwerklichen Fähigkeiten des Sohnes aufmerksam und ermöglichte Ehrhardt doch noch eine Lehre als Büchsenmacher. Seine erste Anstellung erhielt der fertige Geselle in der Münzstätte in Gotha.

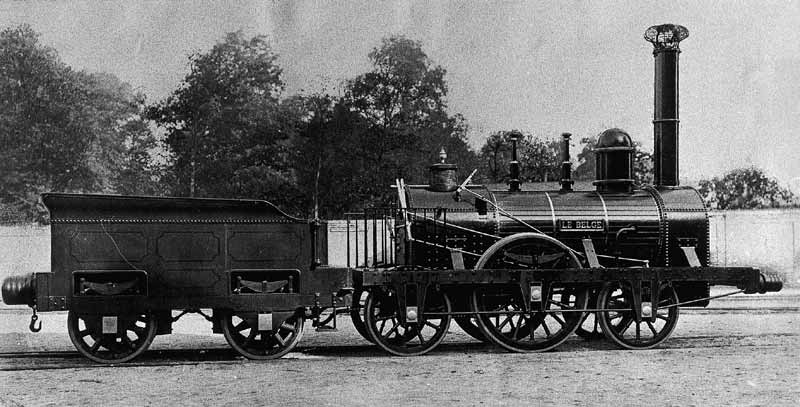
LE BELGE

Mit Empfehlungen seines Münzmeisters ging Ehrhardt 1831 nach Belgien. Er arbeitete erst ein halbes Jahr bei einem Optiker in Brüssel und ging dann nach Seraing zu John Cockerills Maschinenfabrik, um dort im Dampfmaschinenbau zu arbeiten. Als Monteur von Wasserhaltungsmaschinen erfand er dort eine Hinterladungskammer. Ehrhardt wechselte in den von Konrad Gustav Pastor geleiteten Lokomotivbau Cockerills, als 1833 die Vorbereitungen zum Bau von dessen erster nach dem Vorbild von Stephensons Lokomotive ROCKET in Kontinentaleuropa gefertigter Dampflokomotive LE BELGE begannen. Mit zwei von Stephensons eigenen Loks (LE FLÈCHE [franz.: DER PFEIL] und STEPHENSON) sollte die Eröffnung der Bahnstrecke Brüssel–Mechelen erfolgen. Um sich für die kommende Arbeit theoretische Kenntnisse anzueignen, ging Ehrhardt im November 1833 an das Polytechnikum in Düsseldorf. Drei Monate später verließ er es mit dem „Attest No. 1 von Prof. Carl Schäfer“. Um die Bahnstrecke mit zwei Lokomotiven eröffnen zu können, waren je Lok zwölf Probefahrten ab Juli 1834 durch Ehrhardt vorgesehen, anschließend erfolgte die Abnahme durch die königliche Kommission. Die Abnahmefahrt nahm Robert Stephenson am 2. August 1834 persönlich vor, Ehrhardt begleitete ihn im Führerstand. Auf halber Strecke nach Mechelen entgleiste die Lok „infolge böswilligen Aufreißens der Schienen“. Die Stephensonlok wurde nicht beschädigt. 1835 montierte Ehrhardt dann die LE BELGE, die erste in Kontinentaleuropa hergestellte Dampflokomotive. Diese nahm Ende 1835 den Regelverkehr auf.
Im Jahr 1836 besuchte Ehrhardt die Kunst- und Gewerbeschule in Düsseldorf, um seine theoretischen Kenntnisse und seine Fertigkeiten im technischen Zeichnen zu erweitern. Dann kehrte er in seine Heimat nach Zella zurück.

Produkte der Sächsischen Maschinenbau-Compagnie

Nach einer Quelle lernte Ehrhardt bei einem Messebesuch in Leipzig im Oktober 1838 einen der Direktoren der Sächsischen Maschinenbau-Compagnie in Chemnitz kennen, der ihn gleich für den Bau von Dampfmaschinen und Lokomotiven engagierte. Nach einer anderen Quelle arbeitete Ehrhardts Bruder als Graveur bei dem Verleger Friedrich Brockhaus in Leipzig. Diesem erzählte er von den Erfahrungen seines nach Arbeit suchenden Bruders. Brockhaus hatte sich an der Sächsischen Maschinenbau-Compagnie in Chemnitz beteiligt und war interessiert an der Neuordnung der geschäftlichen Aktivitäten, die auf die Übernahme des Unternehmens von Carl Gottlieb Haubold 1836 folgten. Da Brockhaus dort den Einstieg in den Lokomotivbau plante, führte er ein Gespräch mit Ehrhardt und schickte ihn dann mit einem Empfehlungsschreiben zu Direktor Kaden nach Chemnitz, um dort das  Werk auf seine Eignung für den Lokomotivbau zu überprüfen. Der Bericht fiel sehr ernüchternd aus. Der Technische Direktor der Sächsischen Maschinenbau-Compagnie, Justus Preuss, stellte Ehrhardt ein, weil er mit dem damaligen Leiter des Lokomotivbaus, Direktor Friedrich Overmann, nicht zufrieden war.
Kurz danach überführte Ehrhardt am 14. Oktober 1838, noch vor seiner Arbeitsaufnahme, die bei Kirtley in  Warrington/England angekaufte Musterlokomotive STURM über Landstraßen von Leipzig nach Chemnitz. Dabei kam es zum ersten Streit zwischen Ehrhardt und Overmann. Nach weiteren Auseinandersetzungen mit diesem setzt Ehrhardt bei seinem Fürsprecher Brockhaus durch, dass Overmann seine Verantwortlichkeit für den Lokomotivenbau verlor. Ehrhardt baute als Werkmeister den vorgesehenen Montagebereich nach eigenen Vorstellungen um und bestellte einen Teil der bereits von der firmeneigenen Gießerei gelieferten Teile wegen Qualitätsmängeln neu, diesmal bei den Gebrüdern Jacobi in Buschbad bei Meißen. Später gestaltete Ehrhardt auch die betriebseigene Gießerei um. Dann entstanden unter Ehrhardts Montageleitung 1839/1840 die beiden einzigen von dieser Firma gebauten Lokomotiven TEUTONIA und PEGASUS, nach Ehrhardts Aussage nach den konstruktiven Plänen von Direktor Preuss.
Die TEUTONIA war für die Magdeburg-Leipziger Eisenbahn-Gesellschaft vorgesehen, konnte von dieser jedoch nicht für ihre Bahnstrecke in Betrieb genommen werden, da sie für deren Oberbau zu schwer war. Die Lokomotive konnte stattdessen an die Magdeburger-Dampfschiffahrts-Compagnie verkauft werden, die sie zur Schiffsmaschine umbaute. Die PEGASUS wurde nach einjähriger Probezeit von der Leipzig-Dresdner Eisenbahn-Compagnie gekauft, die sie auf ihrer Strecke bis 1861 betrieb. Das Urteil über Ehrhardt in der Deutschen Gewerbezeitung fiel positiv aus: „Die Arbeit an den Lokomotiven war trefflich, die Maschinen, Pumpen und dgl. wirkten so gut wie es nur zu wünschen war.“ Da weitere Projekten sich nicht erfolgreich gestalteten, verlegte sich die Compagnie auf den Bau von Kesseln, bis sie 1852 in Konkurs ging.

Ehrhardtsche Waage

Lokomotivzylinder-Bohrmaschine von Ehrhardt

Von 1843 an bis 1868 stand Ehrhardt als Obermaschinenmeister („mit Obermaschinenmeister bezeichnete man früher den jetzigen Geheimen Baurat, um ihn drehte sich alles Technische“) in den Diensten der Sächsisch-Schlesischen Eisenbahngesellschaft beziehungsweise nach deren Verstaatlichung 1851 der Sächsischen Staatseisenbahnen in Dresden. Er machte sich vielfach um das Eisenbahnwesen verdient. Er erfand die zweiseitigen Bremsen mit schwingenden Wellen (1847) und die transportable Ehrhardtsche Waage zur Kontrolle der Achsbelastungen von Fahrzeugen (Patent Nr. 71: Apparat zur Kontrolle der Belastung von Lokomotiven, Tender und Wagenachsen, 1879). Von dem in vielen Ländern patentierten Ehrhardtschen Kontrollapparat baute die Sächsische Maschinenfabrik von Richard Hartmann zwischen 1865 und 1873 insgesamt 1235 Stück; Lizenzgebühren gingen jeweils an Ehrhardt, für deren Erlangung dieser Unterstützung von seinem Freund Louis Schönherr erhalten hatte, einem Rivalen von Hartmann. Von Ehrhardt stammen auch die umwendbaren Gussstahlherzstücke für Weichen und Kreuzungen sowie die den Schienenfuß umfassenden Laschen. Er leistete Beiträge zur Verbesserung an den Adam'schen Bogenfedern sowie für Vorwärme-Kondensationsvorrichtungen. Dazu kommen Instandhaltungsvorrichtungen wie beispielsweise die Lokomotivzylinder-Bohrmaschine. Er gilt als ein „Altmeister des Eisenbahnwesens“.
Seine 18 Namen lange Liste von Schülern enthält spätere Maschinenmeistern anderer Bahngesellschaften, Professoren der Gewerbschule Chemnitz und der Bergakademie Freiberg sowie Fabrikbesitzer und Direktoren bedeutender deutscher und österreichischer Maschinenfabriken und Textilfabriken.
Ehrhardts Neffe Heinrich Ehrhardt (1840–1928) wurde ebenfalls ein erfolgreicher Erfinder, dazu ein Industrieller und Unternehmer.
Ehrhardt setzte sich 1869 in Radebeul bei Dresden zur Ruhe und starb dort 1883 im Alter von 78 Jahren.